# Polyporus incendiarius
Polyporus incendiarius är en svampart som först beskrevs av August Gustav Heinrich von Bongard, och fick sitt nu gällande namn av Elias Fries 1838. Polyporus incendiarius ingår i släktet Polyporus och familjen Polyporaceae.   Inga underarter finns listade i Catalogue of Life.